# Richard Threlkeld Cox
Richard Threlkeld Cox (Portland, 1898 – 2 maggio 1991) è stato un fisico e statistico statunitense, docente di fisica alla Johns Hopkins University.
È noto per il teorema di Cox riguardante le basi della probabilità.

## Pubblicazioni
- "Probability, Frequency, and Reasonable Expectation", Am. Jour. Phys. 14, 1-13, (1946).
- The Algebra of Probable Inference,  Johns Hopkins University Press, Baltimore, MD, (1961).